# 班特里鎮區 (北達科他州麥克亨利縣)
班特里鎮區（英語：Bantry Township）是位於美國北達科他州麥克亨利縣的一個鎮區。

## 地方資料
班特里鎮區的面積為92.69平方千米，當中陸地面積為92.46平方千米，而水域面積為0.22平方千米。根據2020年美國人口普查的數據，當地共有人口46人，而人口密度為每平方千米0.5人。